# Bīrbhūm
Bīrbhūm är ett distrikt i Indien.   Det ligger i delstaten Västbengalen, i den östra delen av landet, 1 200 km sydost om huvudstaden New Delhi. Antalet invånare är 3 502 404.
Följande samhällen finns i Bīrbhūm:
- Bolpur
- Siuri
- Rampur Hat
- Sainthia
- Dubrājpur
- Nalhāti
- Ahmadpur
- Bakreswar